# Birnin Gwari
Birnin Gwari è una città della Repubblica Federale della Nigeria appartenente allo Stato di Kaduna. 
È il capoluogo dell'omonima area a governo locale (local government area) che conta una popolazione di 300.430 abitanti.